# SN 2000R
SN 2000R – supernowa typu II odkryta 27 lutego 2000 roku w galaktyce A100121-0633. W momencie odkrycia miała maksymalną jasność 19,40m.